# Церковь Святого Брата Альберта (Краков)

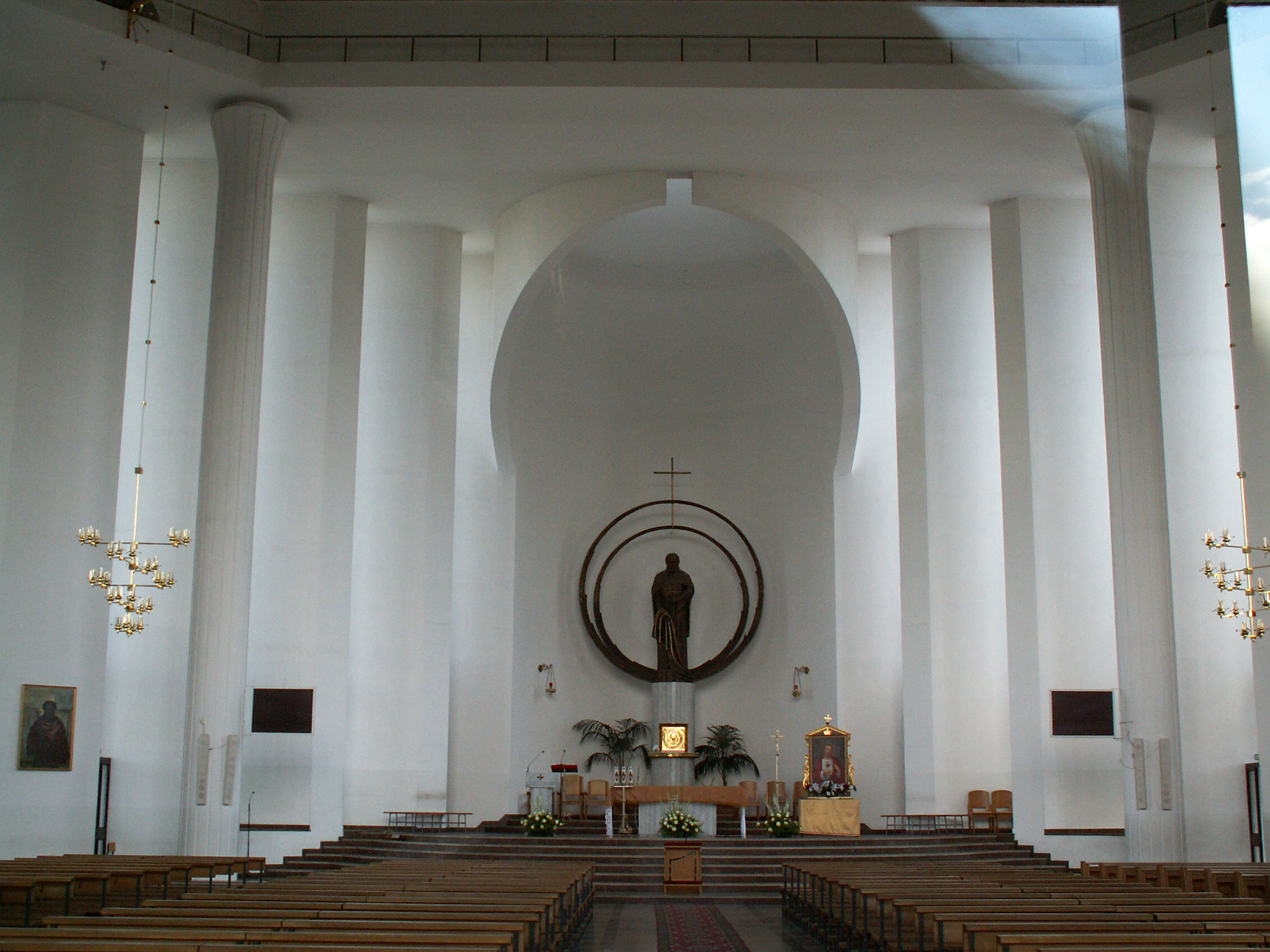
Интерьер церкви

Церковь святого Брата Альберта (пол. Kościół św. Brata Alberta) — католическая церковь, находящаяся в Кракове, Польша. Храм располагается в оседле Дивизион 303 краковского района Чижины возле территории бывшего аэродрома Краков-Раковице-Чижины. Церковь освящена в честь святого Альберта Хмелёвского.

## История
26 сентября 1982 года краковский архиепископ кардинал Франтишек Махарский освятил место для нового храма в краковском оседле Дивизион 303. 2 февраля 1984 года городской муниципалитет Кракова выдал разрешение на строительство. 11 августа 1985 года был заложен фундамент. 24 сентября 1985 года кардинал Франтишек Махарский освятил краеугольный камень нового храма.
Строительство храма по проекту краковского архитектора Витольда Ценцкевича началось в 1986 году и закончилось в 1994 году.

## Описание
Храм покрыт крышей, опирающейся на стальную конструкцию с колоннами и стеклянным фасадом. Первоначально над главным алтарём располагалась икона святого Альберта. C 2006 года на месте иконы располагается статуя святого Альберта.
На стенах вестибюля находятся мемориальные таблички с именами польских лётчиков, погибших во времена Второй мировой войны и польских сапёров, погибших в 1946 году во время разминирования аэродрома Краков-Раковице-Чижины.